# Vysoká (Lešná)
Vysoká (deutsch Wissoka) ist ein Ortsteil der Gemeinde Lešná in Tschechien. Er liegt sechs Kilometer nördlich von Valašské Meziříčí und gehört zum Okres Vsetín.

## Geographie
Vysoká befindet sich in den westlichen Ausläufern der Mährisch-Schlesischen Beskiden auf dem Hügel Slaná voda (414 m). Gegen Osten liegt das Tal der Bäche Vysoký potok und Jasenický potok, westlich das des Slaná voda.
Nachbarorte sind Perná im Norden, Jasenice im Nordosten, Čupka und Mštěnovice im Südosten, Příluky im Süden, Lešenský Mlýn, Lhotka nad Bečvou, Střítežík und Střítež im Südwesten, Lešná im Westen sowie Poruba und Palačov im Nordwesten.

## Geschichte
Die erste schriftliche Erwähnung von Wyssoka erfolgte 1358. Vermutlich entstand das Dorf als Siedlung von Bergleuten, im Jahre 1374 wurde bei dem zur Herrschaft Krásno gehörigen Dorf eine verlassene Goldgrube erwähnt.
Nach der Aufhebung der Patrimonialherrschaften bildete Wyssoka ab 1850 eine Gemeinde in der Bezirkshauptmannschaft Valašské Meziříčí. Der heutige Ortsname Vysoká findet seit 1872 Verwendung. Nach der Aufhebung des Okres Valašské Meziříčí wurde Vysoká 1960 dem Okres Vsetín zugeordnet. 1976 erfolgte die Eingemeindung nach Lešná. 1991 wurden in Vysoká 131 Einwohner gezählt. Beim Zensus von 2001 lebten in den 49 Wohnhäusern des Dorfes 147 Personen.
Von Vysoká besteht eine weite Aussicht zu den Hostýnské vrchy mit dem Kelčský Javorník, den Vsetínské vrchy, den Mährisch-Schlesischen Beskiden und den Oderbergen sowie zur Burg Starý Jičín.

## Sehenswürdigkeiten
- Kapelle der hl. Fabian und Sebastian, errichtet 1886